# Síugrás a 2022. évi téli olimpiai játékokon
A 2022. évi téli olimpiai játékokon a síugrás versenyszámait a Kujangsu (Kuyangshu) síközpontban rendezték február 5. és 14. között. A férfiaknak három, a nőknek egy, valamint egy vegyes versenyszámban osztottak érmeket. A vegyes csapatverseny először szerepelt a téli olimpiai játékok programjában.

## Naptár
Az időpontok helyi idő szerint (UTC+8) és magyar idő szerint (UTC+1) is olvashatóak. A döntők kiemelt háttérrel vannak jelölve.
| Dátum       | Helyi idő | Magyar idő | Versenyszám                         |
| ----------- | --------- | ---------- | ----------------------------------- |
| február 5.  | 14:20     | 7:20       | férfi egyéni, normálsánc, selejtező |
| február 5.  | 18:45     | 11:45      | női egyéni, normálsánc, döntő       |
| február 6.  | 19:00     | 12:00      | férfi egyéni, normálsánc, döntő     |
| február 7.  | 19:45     | 12:45      | vegyes csapatverseny, döntő         |
| február 11. | 19:00     | 12:00      | férfi egyéni, nagysánc, selejtező   |
| február 12. | 19:00     | 12:00      | férfi egyéni, nagysánc, döntő       |
| február 14. | 19:00     | 12:00      | férfi csapatverseny, döntő          |

## Éremtáblázat
(Az egyes számoszlopok legmagasabb értéke, vagy értékei vastagítással kiemelve.)
| A 2022. évi téli olimpiai játékok éremtáblázata síugrásban | A 2022. évi téli olimpiai játékok éremtáblázata síugrásban | A 2022. évi téli olimpiai játékok éremtáblázata síugrásban | A 2022. évi téli olimpiai játékok éremtáblázata síugrásban | A 2022. évi téli olimpiai játékok éremtáblázata síugrásban | Olimpia  |
| ---------------------------------------------------------- | ---------------------------------------------------------- | ---------------------------------------------------------- | ---------------------------------------------------------- | ---------------------------------------------------------- | -------- |
|                                                            | Ország                                                     | Arany                                                      | Ezüst                                                      | Bronz                                                      | Összesen |
| 1.                                                         | Szlovénia (SLO)                                            | 2                                                          | 1                                                          | 1                                                          | 4        |
| 2.                                                         | Ausztria (AUT)                                             | 1                                                          | 1                                                          | 0                                                          | 2        |
| 2.                                                         | Japán (JPN)                                                | 1                                                          | 1                                                          | 0                                                          | 2        |
| 4.                                                         | Norvégia (NOR)                                             | 1                                                          | 0                                                          | 0                                                          | 1        |
|                                                            |                                                            |                                                            |                                                            |                                                            |          |
| 5.                                                         | Németország (GER)                                          | 0                                                          | 1                                                          | 2                                                          | 3        |
| 6.                                                         | Az Orosz Olimpiai Bizottság versenyzői (ROC)               | 0                                                          | 1                                                          | 0                                                          | 1        |
|                                                            |                                                            |                                                            |                                                            |                                                            |          |
| 7.                                                         | Kanada (CAN)                                               | 0                                                          | 0                                                          | 1                                                          | 1        |
| 7.                                                         | Lengyelország (POL)                                        | 0                                                          | 0                                                          | 1                                                          | 1        |
|                                                            |                                                            |                                                            |                                                            |                                                            |          |
| Összesen                                                   | Összesen                                                   | 5                                                          | 5                                                          | 5                                                          | 15       |

## Érmesek
| A 2022. évi téli olimpiai játékok érmesei síugrásban |                                                                          |        | |       |                                                                                             |       |
| Versenyszám                                          | Arany                                                                    | Arany  | Ezüst | Ezüst | Bronz                                                                                       | Bronz |
| Férfi egyéni, normálsánc                             | Kobajasi Rjójú · Japán (JPN)                                             | 275,0  | Manuel Fettner · Ausztria (AUT)                                                                                       | 270,8 | Dawid Kubacki · Lengyelország (POL)                                                         | 265,9 |
| Férfi egyéni, nagysánc                               | Marius Lindvik · Norvégia (NOR)                                          | 296,1  | Kobajasi Rjójú · Japán (JPN)                                                                                          | 292,8 | Karl Geiger · Németország (GER)                                                             | 281,3 |
| Férfi csapatverseny                                  | Ausztria (AUT) · Stefan Kraft · Daniel Huber · Jan Hörl · Manuel Fettner | 942,7  | Szlovénia (SLO) · Lovro Kos · Cene Prevc · Timi Zajc · Peter Prevc                                                    | 934,4 | Németország (GER) · Constantin Schmid · Stephan Leyhe · Markus Eisenbichler · Karl Geiger   | 922,9 |
|                                                      |                                                                          |        | |       |                                                                                             |       |
| Női egyéni, normálsánc                               | Urša Bogataj · Szlovénia (SLO)                                           | 239,0  | Katharina Althaus · Németország (GER)                                                                                 | 236,8 | Nika Križnar · Szlovénia (SLO)                                                              | 232,0 |
|                                                      |                                                                          |        | |       |                                                                                             |       |
| Vegyes csapatverseny                                 | Szlovénia (SLO) · Nika Križnar · Timi Zajc · Urša Bogataj · Peter Prevc  | 1001,5 | Az Orosz Olimpiai Bizottság versenyzői (ROC) · Irma Mahinyja · Danyil Szadrejev · Irina Avvakumova · Jevgenyij Klimov | 890,3 | Kanada (CAN) · Alexandria Loutitt · Matthew Soukup · Abigail Strate · Mackenzie Boyd-Clowes | 844,6 |